# 덴테쓰우오즈역
덴테쓰우오즈역(일본어: 電鉄魚津駅)은 일본 도야마현 우오즈시에 위치한 도야마 지방 철도의 철도역이다. 단선 승강장 1면 1선의 구조를 갖춘 고가역이다.

## 이용 현황
| 연도 | 1일 평균 승차 인원 |
| ---- | ------------------ |
| 2010 | 364                |
| 2011 | 369                |
| 2012 | 370                |
| 2013 | 342                |
| 2014 | 356                |
| 2015 | 363                |
| 2016 | 367                |

## 역 주변
- 도야마 현 우오즈 종합 청사
- NTT 우오즈
- 도야마 지방 재판소 · 가정 재판소 우오즈 지부
- 우오즈 간이 재판소
- 도야마 지방 법무국 우오즈 지국

## 역사
- 1936년
  - 6월 5일 : 도야마 전기 철도가 하야쓰키 역 (현, 엣추나카무라 역)까지 연장해, 개업.
  - 8월 21일 : 도야마 전기 철도가 우오즈 역 (현, 신우오즈 역)까지 연장해, 도중역으로 전환.
- 1943년 1월 1일 : 회사 통합에 의해, 도야마 지방 철도의 역이 됨.
- 1966년
  - 1월 : 역 개축 협의회를 설립.
  - 7월 : 역사 개축에 착수.
- 1967년
  - 4월 1일 : 덴테쓰우오즈 스테이션 빌딩 착공.
  - 9월 1일 : 지테쓰 고가화 공사 완료.
  - 9월 15일 : 덴테쓰우오즈 스테이션 빌딩 준공 · 덴테쓰우오즈 스테이션 백화점 개점.
- 1969년 12월 : 고가 아래에 건물을 착공해, 스테이션 백화점의 매장 면적을 257㎥ 부분 확장됨.
- 1979년 12월 : 덴테쓰우오즈 스테이션 백화점이 「협동조합 덴테쓰우오즈 스테이션 백화점」과의 일괄 계약에 의한 경영으로 이행.
- 1998년 12월 16일 : 덴테쓰우오즈 스테이션 백화점 폐점이 결정된 것이 기타니혼 신문에 의해 보도됨.
- 1999년 3월 : 덴테쓰우오즈 스테이션 백화점 폐점. 이후 3층의 역사 부분등을 제외해서 철거되어, 약 14년간 방치됨.
- 2013년 6월 4일 : 역사 개축. 후에 구 역사를 철거.

## 인접 역
| 도야마 지방 철도 ■ 본선      | 도야마 지방 철도 ■ 본선          | 도야마 지방 철도 ■ 본선    |
| ---------------------------- | -------------------------------- | -------------------------- |
| 나메리카와 덴테쓰토야마 방면 | 특급                             | 신우오즈 우나즈키온센 방면 |
| 니시우오즈 덴테쓰토야마 방면 | 쾌속 급행 (상행선) · 급행 · 보통 | 신우오즈 우나즈키온센 방면 |